# Joseph i l'increïble abric en technicolor
Joseph i l'increïble abric en technicolor (títol original en anglès: Joseph and the Amazing Technicolor Dreamcoat) és el segon musical del duet Tim Rice (lletra) i Andrew Lloyd Webber (música), escrit el 1972. El seu predecessor, The Likes of Us, no va ser estrenat fins al 2005.
L'obra es basa en la història bíblica de Josep, fill preferit de Jacob, i els seus onze germans; extret del Llibre del Gènesi. Va ser presentat com una cantata pop de 15 minuts a la Colet Court School de Londres el 1968. Després de diverses transformacions i expansions, i de diverses produccions al West End i a Broadway, va ser adaptat a televisió el 1999, protagonitzat per Donny Osmond i Maria Friedman.
Joseph és un dels grans èxits del musical britànic que no té gens de diàleg, sent cantat gairebé íntegrament. Tot l'espectacle dura un parell d'hores i de vegades s'ha realitzat sense descans. És una història familiar, amb temes universals i música que s'enganxa, qualitats que han fet que Joseph sigui un dels títols més aprofitables del teatre musicals, especialment quan els productors tenen una estrella de primera filera (com va ser Jason Donovan), i, d'acord amb Really Useful Group, més de 20.000 escoles i grups d'aficionats l'han interpretat. En català va ser estrenada al Teatre Joventut de l'Hospitalet de Llobregat pel grup Els Quatre Arreplegats el 30 de novembre de 2002. El curs 2006-2007, el Teatre del Sol de Sabadell en va estrenar una versió traduïda i adaptada al català per Daniel Anglès i Juan Vázquez. La temporada 2017-2018 el Teatre del Sol sabadellenc va tornar a posar en escena la mateixa versió, amb millores tècniques.

## Història

### Treball escolar i musical d'església; primer àlbum
Alan Doggett, cap del departament de música de Colet Court, llogà la peça de 15 minuts d'Andrew Lloyd Webber i Tim Rice pel primer musical escolar del Colet Court. Dogget dirigí l'actuació amb una orquestra, un grup de rock anomenat "the Mixed Bag" i amb cantants de Colet Court, l'escola preparatòria per a la St Paul's School. Aquesta primera actuació va tenir lloc al març de 1968.
El pare de Lloyd Webber, William, va veure que aquell espectacle tenia posiblilitats. Aconseguí que es fes una segona funció (aquest cop a Westminster Central Hall, la seva parròquia), revisada i estesa. Els nois del Colet Court van cantar en aquesta funció al maig de 1968, que de nou tornà a comptar amb the Mixed Bag. Va rebre crítiques positives: el Sunday Times de Londres va dir que es tractava d'un nou oratori pop. En la seva tercera interpretació, aquest cop a la catedral de Sant Pau de Londres al novembre de 1968, s'havia allargat fins a 35 minuts de duració i incloïa cançons com "Potiphar".
Novello van acordar publicar-lo, i Decca Records l'enregistrà el 1969 com un àlbum conceptual. David Daltrey, líder de la banda psicodèlica Tales of Justine, interpretà el paper de Josep; i el mateix Tim Rice el de Faraó. Entre altres vocalistes van intervenir Terry Saunders i Malcolm Parry de la Mixed Bag.

### Estats Units i actuacions al Young Vic
El 1970, Lloyd Webber i Rice van aprofitar l'èxit de la seva segona òpera rock, Jesus Christ Superstar, per promocionar Joseph. L'estratègia funcionà, i l'enregistrament que va fer Decca va estar durant 3 mesos a les llistes americanes. La primera producció americana de Joseph va ser a l'Institut de la Immaculada Concepció de Douglaston, Nova York. Els instituts i els grups d'aficionats van mostrar un gran interès cap a Joseph, i ben aviat van haver dues produccions professionals a Nova York.
A finals d'agost i al setembre de 1972, Joseph va ser presentat al Festival Internacional d'Edinburg per la Young Vic Theatre Company, dirigida per Frank Dunlop. Estava protagonitzada per Gary Bond, amb Peter Reeves com el Narrador i Gordon Waller com el Faraó. A l'octubre la producció viatjà al de Londres, i al novembre, al Roundhouse. La producció formava part d'un programa doble anomenat Bible One: Two Looks at the Book of Genesis. La primera part, titulada The Genesis Mediaeval Mystery Plays: The Creation to Jacob (al simplement era anomenada Mediaeval Mystery Plays), era un treball de Dunlop sobre els primers sis Misteris de Wakefield medievals, amb música d'Alan Dogget. La segona part era Joseph and the Amazing Technicolor Dreamcoat. Es realitzà un enregistrament per al segell discogràfic RSO el 1972 de la producció feta per The Young Vic.
El setembre del 1973, el productor Michael White i l'empresari Robert Stigwood van portar la producció del Young Vic al Albery Theatre. Els Misteris que la precedien van ser abandonats, i en canvi el musical anava precedit d'una peça anomenada Jacob's Journey, amb lletra i música de Rice i Lloyd Webber, i llibret dels guionistes televisius Ray Galton and Alan Simpson. Jacob's Journey contenia molt diàleg, i a poc a poc va ser abandonat en favor de Joseph. La primera producció del show en la seva forma moderna i final va ser al Haymarket Theatre de Leicester.

### Àlbum de la MCA; Broadway
El segell MCA va publicar un enregistrament complet de Joseph el 1974, amb Bond, Reeves i Waller. Actualment és l'enregistrament més antic de Joseph que encara es pot trobar comercialment. Waller tornaria apareixent a un altre enregistrament, aquest cop de l'any 1979, amb Tim Rice com el Narrador i Paul Jones com a Joseph, amb el segell Music For Pleasure.
El 30 de desembre de 1976, Joseph s'estrenà a la Brooklin Academy de Nova York amb David James Carrol com a Joseph i Cleavon Little com a Narrador. La producció va ser rebuda amb hostilitat per la crítica i indiferència pel públic, i va tenir una breu estada.
No va ser fins al gener de 1982 en que Joseph arribà al off-Broadway, al Royale Theatre, seguint les petjades d'Evita on es representà en 749 funcions. i transformada en una producció de 90 minuts i dos actes. Aquesta producció, protagonitzada per Bill Hutton com Joseph, Laurie Beechman com el Narrador i Tom Carder com el Faraó, va ser enregistrada pel segell Chrysalis, i va ser la primera a presentar el Pròleg (amb el subtítol de "You are what you feel"). Durant una breu temporada el paper de Joseph va ser interpretat per Andy Gibb, germà petit dels Bee Gees.

### Producció del Palladium i vídeo d'Osmond
El 1991 es reestrenà una versió ampliada del show al London Palladium, dirigit per Steven Pimlott i protagonitzat per Jason Donovan, que gaudia de gran popularitat pel seu paper al culebró televisiu australià Neighbours, Linzi Hateley interpretà la Narradora i David Easter al Faraó; guanyant els Premis Laurence Olivier de 1992 a millors vestuari i escenografia. L'enregistrament del repartiment original va ser el número 1 de les llistes britàniques durant dues setmanes de setembre de 1991; i el single de "Any Dream Will Do" també va arribar al número 1 durant dues setmanes entre juny i juliol de 1991. Aquesta versió va tenir un cost de £1,5 milions, però va aconseguir recaptar £2 milions en venda anticipada. Lloyd Webber volia afegir noves cançons, però Rice, molest per no haver estat consultat, insistí que l'espectacle s'havia de quedar com estava, i finalment, Lloyd Webber ho deixà com estava, encara que el que havia començat com una cantata infantil d'un quart d'hora s'havia convertit en un èxit del West End de dues hores de durada. El 1968, els joves Rice i Lloyd Webber van vendre els drets de Joseph per 100 guinees; el 1991, Really Useful Company va haver de pagar un milió de lliures per tornar a tenir els drets. Lloyd Webber estava guanyant £120.000 a la setmana com a compositor i productor, mentre que Rice en guanyava £16.000 setmanals com a lletrista. Quan el 1992 Donovan va abandonar l'espectacle, va ser substituït pel presentador de televisió infantil Phillip Schofield.
El 1999 va llançar-se una versió en vídeo protagonitzada per Donny Osmond i Maria Friedman, que també comptava amb la participació de Richard Attenborough i Joan Collins i dirigida per David Mallet i Stephen Pimlott. Osmond va fer una gira per Amèrica del Nord, després d'estrenar a Toronto el 1992.

### Posteriors revivals al West End
Al desembre del 2002 s'estrenà a Oxford una producció modesta, traslladant-se a Liverpool al Nadal del 2002, protagonitzada per l'ex-cantant de Boyzone Stephen Gately; arribant al New London Theatre de West End al març del 2003.
El 2007, un revival de la producció del London Palladium, realitzada al Adelphi Theatre va ser l'objecte de la segona recerca que feia la BBC One per a una estrella pel West End, aprofitant l'èxit de la recerca de talents que Lloyd Webber havia realitzat a la BBC el 2006, How Do You Solve a Problem Like Maria?. Aquesta nova recerca televisiva de talents, Any Dream Will Do, amb la participació del propi i altres estrelles del teatre, buscava un nou protagonista per interpretar Joseph. En el programa final, el 9 de juny del 2007, van haver més de 3 milions de vots, i van convertir al jove de 25 anys Lee Mead en el nou Joseph. Mead havia treballat al cor a Phantom of the Opera, i havia estat el suplent de Raoul. La nova producció de Joseph s'estrenà el 6 de juliol del 2007, dirigida per Steven Pimlott, amb Preeya Kalidas, protagonista de Bombay Dreams com la Narradora.
Les entrades es van exhaurir tan de pressa, que els productors van haver de prorrogar la seva estada a l'escenari (i el contracte de Mead). Abans de l'estrena, els productors ja havien ingressat £10 millions de venda anticipada. Really Useful Group donà tots els ingressos de dues funcions especials a la crida de caritat de la BBC, Children in Need. A més, els diners que habitualment es donaven al repartiment la nit de l'estrena al juliol del 2007 també es donà a Children in Need. El gener del 2009, Mead abandonà l'espectacle i va ser substituït per Gareth Gates. La producció tancà a finals de 2009.

## Argument
Primer Acte
La història es basa en la narració bíblica de Josep, que es troba al Llibre del Gènesi. S'inicia amb un Narrador explicant un conte (a vegades a un grup de nens, encoratjant-los a somiar). Els explica la història de Josep, un altre somiador ("Prologue," "Any Dream Will Do"). A l'inici de la història principal, Jacob i els seus 12 fills són presentats ("Jacob and Sons"). Els germans de Josep es mostren gelosos d'ell a causa d'un vestit, símbol de la preferència del seu pare vers ell ("Joseph's Coat"). Pels somnis que té Josep es veu clarament que està destinat a governar per sobre d'ells ("Joseph's Dreams"). Per allunyar-lo i evitar que els somnis esdevinguin veritat, venen a Josep com a esclau a uns beduïns ismaelites ("Poor, Poor Joseph"), que el porten cap a Egipte.
De tornada a casa, els germans, acompanyats per les seves esposes, donen la notícia a Jacob que Josep ha estat mort. Li mostren el vestit tacat de sang (tot i que la sang és de cabra) com a prova del que diuen és veritat ("One More Angel in Heaven").
A Egipte, Josep és venut al milionari egipci Putifar. Ascendeix entre els esclaus i servents fins que acaba dirigint la casa de Putifar. Quan la sra. Putifar se li insinua, Joseph la rebutja; però Putifar els sorprèn junts i extrau les seves pròpies conclusions, tancant a Josep a la presó("Potiphar"). Deprimit, Josep canta a la presó (" Close Every Door"), però el seu ànim s'eleva quan ajuda a dos presoners que han estat tancats amb ell. Tots dos havien estat criats del Faraó i tots dos han tingut somnis estranys. Josep els interpreta: un d'ells, el cuiner, serà executat; però l'altre, el cambrer, tornarà al servei ("Go, Go, Go Joseph").
Segon Acte
La Narradora parla sobre els propers canvis en la sort de Josep a causa d'uns somnis que té el Faraó i que ningú no pot interpretar ("A Pharaoh Story"). Ja alliberat, el Cambrer parla al Faraó sobre Josep i la seva habilitat per interpretar els somnis ("Poor, Poor Pharaoh"). El Faraó ordena que Josep sigui portat a la seva presència i li explica el seu somni, on 7 vaques primes es menjaven 7 vaques grasses, i 7 espigues daurades queien davant 7 espigues seques ("Song of the King"). Josep interpreta el somni com 7 anys de bonança i 7 anys de fam ("Pharaoh's Dreams Explained"). Un sorprès faraó posa a Josep al capdavant de tots els preparatius necessaris per superar la fam, i Josep esdevé l'home més poderós d'Egipte, només superat pel Faraó ("Stone the Crows").
De tornada a casa, la fam ha pres als germans de Josep, qui, encapçalats per Ruben, expressen la seva pena ("Those Canaan Days"). Senten la notícia que a Egipte hi ha menjar i decideixen anar allà per intentar comprar menjar, sense adonar-se que estan tractant amb Josep ("The Brothers Come to Egypt"). Josep els dona menjar i els fa marxar, però posa una copa d'or a la copa de Benjamí ("Grovel, Grovel"). Quan els germans estan a punt de marxar, Josep els atura acusant-los d'haver robat la copa ("Who's the Thief?"). Els altres germans, demanen pietat per Benjamí, implorant que Josep els prengui presoners a ells i que deixi lliure a Benjamí ("Benjamin Calypso").
Comprovant que estan veritablement penedits, Josep es descobreix a si mateix ("Joseph All the Time") i ordena que el seu pare també vagi a Egipte. Els dos es reuneixen per a un final feliç ("Jacob in Egypt"). L'espectacle acaba amb dues cançons ("Finale: Any Dream Will Do (Reprise)/Give Me My Coloured Coat"), i en algunes de les principals produccions, hi ha un mix rock/disco amb els principals números ("Joseph Megamix").

## Números Musicals
| Acte I - Prologue - Narrador - Any Dream Will Do - Joseph & Nens - Jacob and Sons - Narrador, Germans, Esposes, Nens, & Conjunt - Joseph's Coat - Jacob, Narrador, Germans, Esposes, Nens, & Conjunt - Joseph's Dreams - Narrador, Germans, & Joseph - Poor, Poor Joseph - Narrador, Germans, Nens, & Conjunt - One More Angel in Heaven - Solo de Germà (normalment Reuben), Germans, Jacob, Napthali, & Esposes. - Potiphar - Narrador, Potiphar, Mrs. Potiphar, Joseph, Nens, & Conjunt - Close Every Door - Joseph, Nens, & Conjunt - Go, Go, Go Joseph - Narrador, Forner, Cambrer, Joseph, & Conjunt | Acte II - Pharaoh's Story - Narrador, Nens, & Conjunt - Poor, Poor Pharaoh - Narrador, Cambrer, Pharaoh, Joseph, & Conjunt - Song of the King (Seven Fat Cows) - Pharaoh & Conjunt - Pharaoh's Dreams Explained - Joseph, Nens, & Conjunt - Stone the Crows - Narrador, Pharaoh, Joseph, & Conjunt - King of My Heart - Pharaoh (inclosa al revival del 2007) - Those Canaan Days / Close Every Door (Reprise) - Solo de Germà (normalment Simeon), Jacob, Germans, Joseph & Pharaoh - The Germans Come To Egypt - Narrador, Reuben, Germans, & Joseph - Grovel, Grovel - Joseph, Narrador, Germans, Nens, & Conjunt - Who's the Thief? - Joseph, Narrador, Germans, & Nens - Benjamin Calypso - Germans, Solo de Germà (normalment Judah), & Conjunt - Joseph All the Time - Narrador, Joseph, & Nens - Jacob in Egypt - Companyia - Finale: Any Dream Will Do / Give Me My Coloured Coat - Companyia - Joseph Megamix (curtain call) - Companyia |

Un punt notable en la composició de la música és la gran varietat d'estils emprats per Lloyd Webber, incloent paròdies de balades franceses ("Those Canaan Days"), rock'n'roll inspirat per Elvis ("Song of the King"), música country ("One More Angel In Heaven"), xarleston de la dècada de 1920 ("Potiphar"), reggae ("Benjamin Calypso") i disco ("Go, Go, Go Joseph"). Sovint, les diverses produccions usen vestuari d'acord amb l'estil musical.
"Prologue" és una addició posterior a l'espectacle, i no estava inclòs en diversos enregistraments anteriors a la producció de Broadway de 1982; i l'ús de "Any Dream Will Do" a l'inici del show data del revival de 1991.
La producció britànica de 1983-87 (produïda per Bill Kenwright) incloïa una cançó, "I Don't Think I'm Wanted Back At Home", que originàriament formava part de Jacob's Journey. Finalment, la cançó va ser reciclada en números de By Jeeves i The Likes of Us.

## Josepha la cultura popular
- A l'episodi "We're on the Road to D'ohwhere" de The Simpsons, el devot cristià Ned Flanders apareix cantant la llista de colors del final de "Coat of Many Colours" quan troba el seu enregistrament de Joseph and the Amazing Technicolor Dreamcoat al jardí de Marge.[15]
- A l'episodi "The Wig Master" de Seinfeld, Kramer és vist portant el vestit multicolor.[16]
- La Reduced Shakespeare Company és coneguda per fer broma de Joseph durant les seves actuacions, arribant a l'extrem que en una ocasió van dir que assassinar un públic mentre que veien una actuació de Dreamcoat seria un acte de mort pietosa.
- El 2005, el locutor de ràdio irlandès Mario Rosenstock creà una paròdia de "Any Dream Will Do", dedicada a José Mourinho, llavors entrenador del Chelsea F.C.. La paròdia s'anomenava "José and his Amazing Technicolor Overcoat" i va ser un èxit a Internet.
- A un episodi de The Venture Brothers apareixia un dolent anomenat "Joseph and the Amazing Technicolor Nightmare Coat".